# 本間美術館

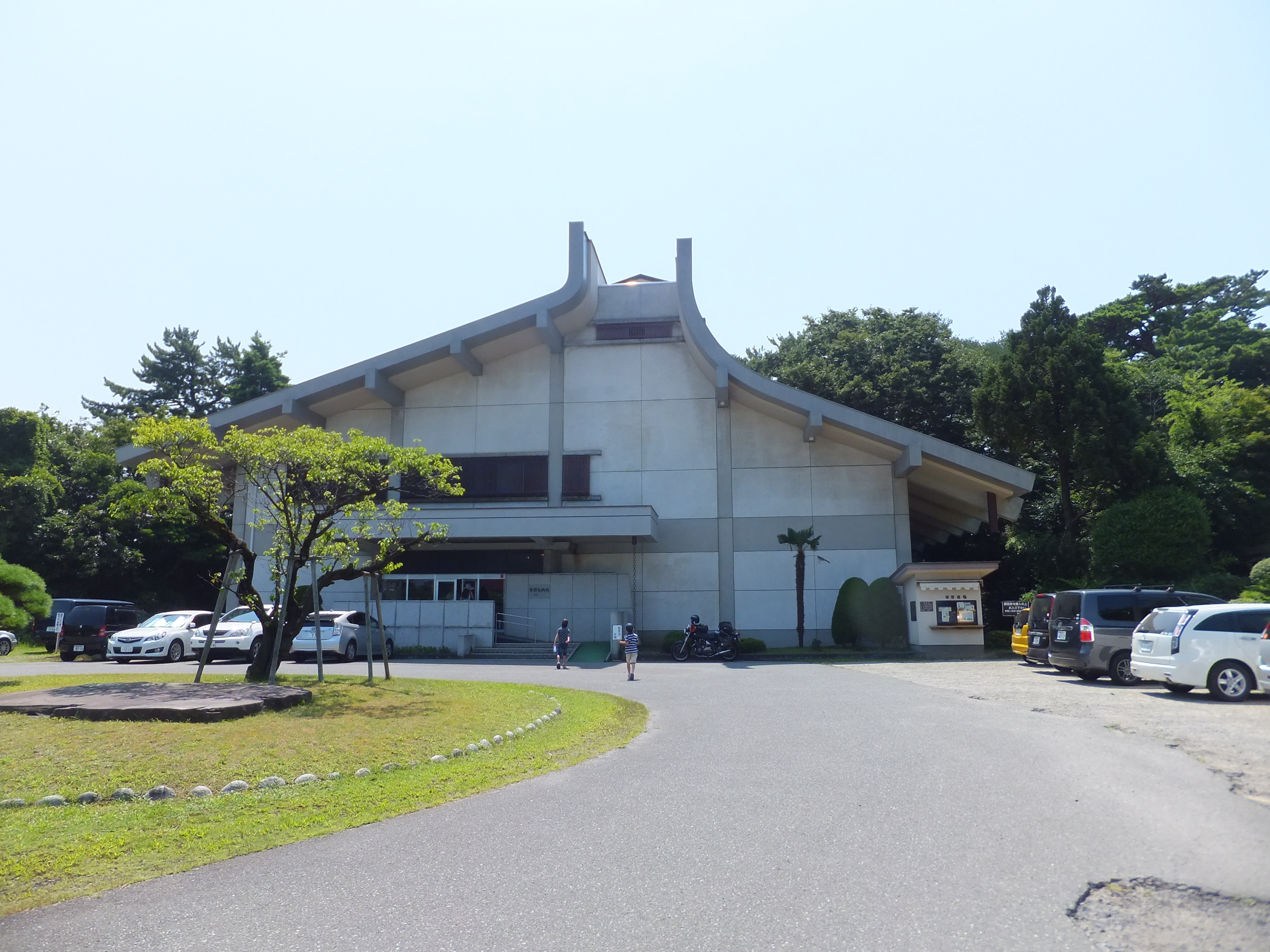
本間美術館

本間美術館（日语：本間美術館，ほんまびじゅつかん）是位於日本山形縣的一座美術館，展示山形縣庄内地方大地主本間家收藏的美術品。營運單位公益財團法人本間美術館。美術館還包括了京風的純和風建築「清遠閣」及庭園「鶴舞園」，兼具庭園美術館的性質。本間美術館開業於1947年5月，是日本戰後首座私立美術館，初代館長是日本刀研究家本間順治。

## 外部連結
- 本間美術館公式サイト （页面存档备份，存于）